# Эустбё, Юхан
Юхан Эустбё (норв. Johan Austbø; 23 октября 1879 года, Лавик — 22 декабря 1945 года, Хокксунн) — норвежский педагог, танцор, поэт, композитор, певец.

## Биография
Юхан Эустбё родился 23 октября 1879 года в местечке Икьефьорд (Ikjefjord) в муниципалитете Лавик в Согн-ог-Фьюране. Его любовь к поэзии проявилась, когда он был студентом высшей народной школы в городе Sogndal. Один из его учителей, Jens Kvåle, опубликовал в журнале Nynorsk periodical Ungdom (Youth), его первое стихотворение. После окончания народной школы, он поступил в педагогический колледж в Эльверуме. После окончания колледжа он работал преподавателем в норвежских деревнях Frønningen и Fresvik. В 1906 году он переехал на остров Lepsøya в Бергене. Там он служил преподавателем в армейской школе Skotselv на протяжении нескольких десятилетий.
В начале 1920-х годов Юхан Эустбё был центральной фигурой в норвежском литературном обществе Norwegian Folk Ballad Society (Norwegian: Den norske folkeviseringen). В своей книге «Folkedansen i 20 år. 1903—1923» (20 лет народному танцу, 1903—1923), он описал своё путешествие на Фарерские острова в 1911 году, когда делегация из 70 норвежцев путешествовала по островам, чтобы лучше изучить традиционный Фарерский танец. После этого он основал несколько молодёжных обществ в стране по пропаганде народного танца.
Юхан Эустбё много публиковался в еженедельном норвежском журнале Nynorsk Vekeblad (Nynorsk Weekly) с момента его основания в 1934 году и до своей смерти. Там он написал много статей и издал несколько собственных стихотворений. Кроме того, он написал большое количество литературных произведений, включая рассказы, поэтические сборники, детские книги и биографии норвежского изобретателя, корабельного и китобойного магната Свена Фойна и норвежского чемпиона в лыжных видах спорта, который достиг Южного полюса в составе экспедиции Руаля Амундсена — Олафа Бьюолана. По словам Анны Эллефсен Конгсберг, которая училась с Йоханом, это он написал самую известную народную песню «Bind deg ein blomekrans» (Сделать себе Цветочный венок).
Аустбо умер 22 декабря 1945 года в городе Хокксунн в муниципалитете Эвре-Эйкер

## Творчество
Юхан Эустбё написал множество песен и мелодий. Его самая известная песня «Den svalande vind» (Охлаждающий Бриз). Её он спел и на радио в программе Folkemusikkhalvtimen (Полчаса народной музыки) в 1939 году. Песня была записана многочисленными исполнителями, такими как Lillebjørn Nilsen, Finn Kalvik и Helene Bøksle. Музыка песни основана на старой народной песне, текст к песне Аустбо повествует о несчастной истории любви «Attom fjella her sør» (За горами на юге). Юхан Эустбё был очень удивлен, что несколько десятилетий спустя после написания песни, она признавалась народной («folk song from Telemark»), тогда как мелодия и слова к песне были его собственными.

## Семья
Юхан Эустбё был сыном фермера и строителя Ханса (Hans Einarson Østerbø) и Сигрид (Sigrid Botolfsdatter Måren). Он стал дедом пианиста Хокона Эустбё и прадедом фотографа Frode Fjerdingstad (1975 г. р.) и художника Bard Ash.

## Избранные труды
Перу Йохана Аустбо принадлежат произведения:
- Austbø, Johan (1904). Heim. Voss: Unglydens bokhandel.
- Austbø, Johan (1906). Korn og kransar. Voss.
- Austbø, Johan (1908). Einar Tambeskjelvar: ei sogebok i kvæde. Bergen: Det Vestlandske Maalkontor.
- Austbø, Johan (1911). Paa urudd veg: fortelnad. Берген.
- Austbø, Johan (1919). Fagerheim : spel i tri vendingar. Risør: Erik Gunleikson.
- Austbø, Johan (1923). Olav Sletto. Ein studie. Oslo.
- Austbø, Johan, & Einar Øygard (ed.) (1923?). Folkedansen i 20 aar: 1903—1923. Ski: Den norske folkeviseringen.
- Austbø, Johan, & Olaf Hanssen (1928). Bar og blom: til upplesing i ungdomslag / samla av Johan Austbø og Olaf Hanssen. Oslo: Norli.
- Austbø, Johan, & Olaf Hanssen (1930). Bar og blom: til upplesing i ungdomslag, Andre samlingi / samla av Johan Austbø og Olaf Hanssen. Осло: Norli.
- Austbø, Johan, & Olaf Hanssen (1932). Bar og blom: til upplesing i ungdomslag, Tridje samling / samla av Johan Austbø og Olaf Hanssen. Oslo: Norli.
- Austbø, Johan (1933). Skjemtboka: Norsk humor. Осло: Norli.
- Austbø, Johan (1939). Norsk skjemt. Oslo: Norli.
- Austbø, Johan (1941). Bjørgulv og brørne hans: forteljing for born. Oslo: Fonna forlag.
- Austbø, Johan (1942). Snodige sellar. Oslo: Fonna forlag.
- Austbø, Johan (1943). Sissel: ei gløgg og forlevande smågjente. Oslo: Fonna forlag.
- Austbø, Johan (1943). Festtalar: i selskap og samkomor, i lag og lyd, i gjestebod og gilde. Oslo: Fonna forlag.
- Austbø, Johan (1943). Høvisk framferd: sed og skikk. Oslo: Fonna forlag.
- Austbø, Johan (1943). Svend Foyn: mannen og verket hans. Oslo: Fonna forlag.
- Austbø, Johan (1945). Olav Bjåland: idrottsmann og polfarar. Oslo: Fonna forlag.
- Austbø, Johan (1946). Gunnar og geitosten, med tekningar av Jens R. Nilssen. Oslo: Fonna forlag.
- Austbø, Johan (1948). Sissel reiser til Oslo. Осло.